# Kangwon (Jižní Korea)
Kangwon (korejsky 강원특별지치도 – 江原特別自治道; anglicky Gangwon special self-governing province) je speciální samosprávná provincie v Jižní Koreji. Vznikla při rozdělení Koreje v roce 1945 rozdělením historické provincie Kangwŏn na severní a jižní část. V roce 1953 se hranice mezi oběma částmi provincie posunula o něco na sever v důsledku korejské války. Dominantním prvkem provincie je pohoří Tchebek, někdy zvané také hřbet (páteř) Koreje, které se táhne po celé délce Korejského poloostrova.

## Charakteristika

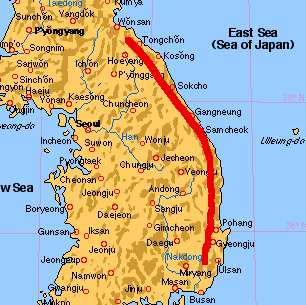
Pohoří Tchebek na mapě korejského poloostrova

Pohoří Tchebek rozděluje jižní provincii Kangwon na dvě poloviny. Západní část je Jongso, kde se obyvatelé živí převážně zemědělstvím (pěstování brambor) a východní část je Jongdong, kde se obyvatelé živí převážně rybolovem.
Jižní provincie Kangwon má skoro 17 000 km², z toho 80 % (cca 13 500 km²) je zalesněných. Pouze malá část území je nížinatá. Pro zemědělství nejsou vhodné podmínky a životní úroveň obyvatel tak není příliš vysoká. Kangwon patří historicky mezi nejchudší regiony v Koreji.
V horách Tchebeku v této provincii pramení tři největší řeky Jižní Koreje – Namhan, Pukhan a Nakdong.

## Města
V Kangwonu jsou historicky dvě nejvýznamnější města, která dala ve 14. stol. vzniknout názvu této provincie. Prvním je ve východní části (Jongdong) ležící pobřežní město Kangnung (220 tis. obyvatel) a druhým je nejlidnatější město Wondžu (330 tis. obyvatel), ležící v západní části (Jongso) Tchebeckého pohoří. Obě města spojuje jediná významná tepna přes Tchebecké pohoří v této provincii.
Hlavním městem jižní provincie Kangwon je však město Čchunčchon (280 tis obyvatel), ležící v západní části Jongdongu, severně od Wondžu.
Turisticky nejznámějším městem je Sokčcho, které leží na východní části Jongso a je vstupní branou do národního parku Soraksan.